# Säsong 24 av Simpsons
Säsong 24 är den säsongen av Simpsons som sändes mellan 30 september 2012 och 19 maj 2013 på Fox i USA. Under säsongen anordnades en tävling för tittarna i USA där de själva skulle skapa ett soffskämt som skulle visas i säsongsavslutningen. Samma tävling anordnades även i Kanada.
I anslutning till Hardly Kirk-ing sändes i USA kortfilmen The Longest Daycare. Flera avsnitten har också haft koppling till mobilspelet, The Simpsons: Tapped Out. Ett kommentarspår gjordes för Treehouse of Horror XXIII med James L. Brooks, Matt Groening, Al Jean och Jon Lovitz för digital nerladdning. "Treehouse of Horror XXIII" från denna säsong nominerades till en WGA Award men förlorade till "Ned 'n Edna's Blend" från förra säsongen. "Treehouse of Horror XXIII" blev nominerad och vann en Emmy Award för "Outstanding Individual Achievement In Animation". För andra gången i seriens historia sändes ett avsnitt först utanför USA. Stephanie Gillis blev nominerad till en Annie Award för arbetet med A Tree Grows in Springfield. Säsongen var den fjärde dyraste showen att visa reklam i på Fox under TV-säsongen. Det isländska bandet Sigur Rós gjorde bakgrundsmusiken för The Saga of Carl och hade också där en kort gästmedverkan. Under säsongen gjordes en parodi på Harlem Shake. och så gjordes videosekvenser om presidentvalet i USA. Det sista avsnittet skulle varit "The Man Who Came To Be Dinner" men avsnittet ersattes av "Dangers on a Train" några veckor innan sändningen och  har i oktober 2013 inte något premiärdatum ännu.

## Lista över avsnitt
| Nr | Titel                             | Regissör          | Författare                       | Sändes på Fox                              | Svensk tv-premiär | Produktkod |
| --- | --------------------------------- | ----------------- | -------------------------------- | ------------------------------------------ | ----------------- | ---------- |
| 509 - 1 | "Moonshine River"                 | Bob Anderson      | Tim Long                         | 30 september 2012                          | 13 februari 2013  | PABF21     |
| Familjen Simpson åker till New York efter att Bart upptäcker att den enda av hans flickvänner som verkligen älskat honom var Mary Spuckler som flyttat dit som författare för Saturday Night Live. Gästskådespelare:: Al Roker, Anne Hathaway, Don Pardo, Ken Burns, Kevin Michael Richardson, Marcia Wallace, Maurice LaMarche, Natalie Portman, Sarah Michelle Gellar, Sarah Silverman och Zooey Deschanel. |                                   |                   |                                  |                                            |                   |            |
| 510 - 2 | "Treehouse of Horror XXIII"       | Steven Dean Moore | David Mandel Brian Kelley        | 7 oktober 2012                             | 20 februari 2013  | PABF17     |
| Mayaindianerna förbereder sig inför domedagen. The Greatest Story Ever Holed: Professor Frink skapar ett svart hål i familjen Simpsons hem. UNnormal Activity: En samling videoklipp visar att någon demonisk aktivitet händer i Simpsons-huset sent på kvällen, som kan ha att göra med Marges affär med djävulen. Bart and Homer's Excellent Adventure: Bart stjäl Professor Frinks tidsmaskinsbil och åker till 1974 så han kan köpa en Radioactive Man-serietidning för 25 cent istället för 200 dollar. Bart råkar förstöra nutiden och får Marge att gifta sig med sin första baldejt, Artie Ziff. Gästskådespelare:: Jon Lovitz och Macabre Marcia Wallace. |                                   |                   |                                  |                                            |                   |            |
| 511 - 3 | "Adventures in Baby-Getting"      | Rob Oliver        | Bill Odenkirk                    | 4 november 2012 (21 oktober 2012 i Kanada) | 27 februari 2013  | PABF18     |
| Marge försöker skaffa ännu en bebis till familjen. Bart upptäcker att Lisa gör något hemligt efter skolan och försöker ta reda på vad. Logomania: Malibu Stacy och Bubbles dejtar men Stacy blir snart intresserad av Burly istället och Bubbles försöker få tillbaka Stacy. Gästskådespelare:: Jeff Gordon. |                                   |                   |                                  |                                            |                   |            |
| 512 - 4 | "Gone Abie Gone"                  | Matthew Nastuk    | Joel H. Cohen                    | 11 november 2012                           | 20 mars 2013      | PABF16     |
| Homer spelar bort Lisas collegepengar på onlinepoker, så Lisa själv försöker lära sig poker så hon får tillbaka pengarna. Abraham Simpson försvinner från Springfield Retirement Castle och familjen upptäcker att han varit med Rita LaFleur när han arbetade på Marvin Hamlischs restaurang. Gästskådespelare:: Anika Noni Rose, Jennifer Tilly och Marvin Hamlisch. |                                   |                   |                                  |                                            |                   |            |
| 513 - 5 | "Penny-Wiseguys"                  | Mark Kirkland     | Michael Price                    | 18 november 2012                           | 27 mars 2013      | PABF19     |
| Homer upptäcker att hans bowlingkamrat Dan Gillick är revisor för Fat Tony och när Fat Tony tvingas bli jurymedlem får Dan ta hans jobb. Lisa börjar äta insekter då hon fått järnbrist, men de börjar hemsöka henne i drömmen. Gästskådespelare:: Alex Trebek, Joe Mantegna och Steve Carell. |                                   |                   |                                  |                                            |                   |            |
| 514 - 6 | "A Tree Grows in Springfield"     | Timothy Bailey    | Stephanie Gillis                 | 25 november 2012                           | 17 april 2013     | PABF22     |
| Lisa vinner en MyPad som hon ger till Homer som blir beroende av den och träffar på Steve Mobs i sin dröm. Flanders upptäcker att det står ordet "hopp" skrivet av löven från ett träd hos Simpson och han börjar sprida ryktet över att det är ett mirakel. Gästskådespelare:: Kelsey Grammer och Marcia Wallace. |                                   |                   |                                  |                                            |                   |            |
| 515 - 7 | "The Day the Earth Stood Cool"    | Matthew Faughnan  | Matt Selman                      | 9 december 2012                            | 24 april 2013     | PABF20     |
| Homer försöker få en yngre bild av sig själv och blir vän med hipsterna Terrence och Emily från Portland. Marge och Bart märker dock att Homers nya vänner är irriterande och pretentiösa. A Brief Message About Artisanal Nuclear Power: Mr. Burns berättar om forntida kärnkraftverk Gästskådespelare:: Carrie Brownstein, Colin Meloy, Fred Armisen, Marcia Wallace och Patton Oswalt. |                                   |                   |                                  |                                            |                   |            |
| 516 - 8 | "To Cur with Love"                | Steven Dean Moore | Carolyn Omine                    | 16 december 2012                           | 1 maj 2013        | RABF01     |
| En brand på ålderdomshemmet tvingar Abraham Simpson att flytta till Homer och hans familj. Homer får sedan ryggskott och tvingas stanna hemma och blir beroende av spelet "VillageVille" och familjens hund försvinner. |                                   |                   |                                  |                                            |                   |            |
| 517 - 9 | "Homer Goes to Prep School"       | Mark Kirkland     | Brian Kelley                     | 6 januari 2013                             | 8 maj 2013        | RABF02     |
| Homer blir traumatiserad då det blir upplopp i ett barncenter, och då han ser alla som har panik möter han en domedagsförespråkare som visar honom varför domedagen är nära. Gästskådespelare:: Maurice LaMarche och Tom Waits. |                                   |                   |                                  |                                            |                   |            |
| 518 - 10 | "A Test Before Trying"            | Chris Clements    | Joel H. Cohen                    | 13 januari 2013                            | 15 maj 2013       | RABF03     |
| Springfield Elementary School kan tvingas stänga efter låga provresultat på det senaste testet, och Bart kan vara skolans enda hopp. Samtidigt använder Homer en kasserad parkeringsmätare för att håva in lite extra pengar. Gästskådespelare:: Marcia Wallace och Valerie Harper. |                                   |                   |                                  |                                            |                   |            |
| 519 - 11 | "The Changing of the Guardian"    | Bob Anderson      | Rob Lazebnik                     | 27 januari 2013                            | 22 maj 2013       | RABF04     |
| Efter att ha överlevt en tornado söker Marge och Homer efter vårdnadshavare för barnen, om det värsta skulle hända. De vänder sig till vänner och familj men hittar inga som passar. Men Bart och Lisa hittar själva två som de tycker passar, Mav och Portia, men Marge gillar inte dem. Gästskådespelare:: Danny DeVito och Rashida Jones. |                                   |                   |                                  |                                            |                   |            |
| 520 - 12 | "Love is a Many-Splintered Thing" | Michael Polcino   | Tim Long                         | 10 februari 2013                           | 29 maj 2013       | RABF07     |
| Bart försöker åter bli ihop med Mary Spuckler som flyttat tillbaka till Springfield. Gästskådespelare:: Benedict Cumberbatch, Max Weinberg, Robert Caro och Zooey Deschanel. |                                   |                   |                                  |                                            |                   |            |
| 521 - 13 | "Hardly Kirk-ing"                 | Matthew Nastuk    | Tom Gammill Max Pross            | 17 februari 2013                           | 5 juni 2013       | RABF05     |
| Milhouse tappar tillfälligt håret och börjar se ut som sin pappa, Kirk, och börjar klä sig som honom också. Gästskådespelare:: Kevin Michael Richardson. |                                   |                   |                                  |                                            |                   |            |
| 522 - 14 | "Gorgeous Grampa"                 | Chuck Sheetz      | Matt Selman                      | 3 mars 2013                                | 25 september 2013 | RABF06     |
| Homer köper ett förråd på auktion efter att ha sett ett TV-program där de gjorde sånt och blev rika. Förrådet visar sig tillhöra Abraham Simpson och innehåller prylar från tiden då han vara en brottare, kallad Glamorous Godfrey, och var känd för att fuska. Bart och Mr. Burns övertalar honom att ta upp brottningskarriären igen. |                                   |                   |                                  |                                            |                   |            |
| 523 - 15 | "Black Eyed, Please"              | Matthew Schofield | John Frink                       | 10 mars 2013                               | 2 oktober 2013    | RABF09     |
| Den nya vikarien Ms. Cantwell börjar i Lisa klass och hon mobbar henne och Lisa försöker få reda på varför. Ned Flanders slår till Homer i ögat då han irriterar honom, sedan ångrar han sig och vill gottgöra Homer. Gästskådespelare:: Marcia Wallace, Richard Dawkins och Tina Fey. |                                   |                   |                                  |                                            |                   |            |
| 524 - 16 | "Dark Knight Court"               | Mark Kirkland     | Billy Kimball Ian Maxtone-Graham | 17 mars 2013                               | 9 oktober 2013    | RABF09     |
| Bart blir felaktigt anklagad för ett bus han inte gjort och Lisa försvarar honom i domstolen med Janet Reno som domare. Mr. Burns bestämmer sig för att bli en superhjälte och Waylon Smithers hjälper honom i hemlighet med hans superhjältekarriär. Gästskådespelare:: Janet Reno och Maggy Reno Hurchalla. |                                   |                   |                                  |                                            |                   |            |
| 525 - 17 | "What Animated Women Want"        | Steven Dean Moore | J. Stewart Burns                 | 14 april 2013                              | 16 oktober 2013   | RABF08     |
| Homer och Marge äter en romantisk middag på en sushi-restaurang. Marge blir sur på hur Homer beter sig där, och Homer bestämmer sig för försöka få Marge att bli glad igen. Milhouse bestämmer sig för att härma Marlon Brando för att bli Lisas pojkvän och hon gillar den nya Milhouse. Gästskådespelare:: Aaron Paul, Bryan Cranston, George Takei, Marcia Wallace. Maurice LaMarche, Wanda Sykes. |                                   |                   |                                  |                                            |                   |            |
| 526 - 18 | "Pulpit Friction"                 | Chris Clements    | Bill Odenkirk                    | 28 april 2013                              | 23 oktober 2013   | RABF11     |
| Pastor Lovejoy lämnar sin tjänst och Springfield får en ny pastor. Den nya pastorn anställer Homer som diakon. Den nya pastorn är älskad av alla utom av Ned Flanders och Bart. Gästskådespelare:: Edward Norton |                                   |                   |                                  |                                            |                   |            |
| 527 - 19 | "Whiskey Business"                | Matthew Nastuk    | Valentina L. Garza               | 5 maj 2013                                 | 30 oktober 2013   | RABF12     |
| Homer och Marge hjälper Moe att få ett nytt liv. Abraham skadar sig då han besöker familjen och han upptäcker att Bart är den bästa vårdaren han träffat. Lisa blir upprörd över exploateringen av avlidna Bleeding Gums Murphy som ett hologram. Gästskådespelare:: Kevin Michael Richardson, Ron Taylor, Sonny Rollins och Tony Bennett. |                                   |                   |                                  |                                            |                   |            |
| 528 - 20 | "The Fabulous Faker Boy"          | Bob Anderson      | Brian McConnachie                | 12 maj 2013                                | 6 november 2013   | RABF13     |
| Bart börjar lära sig spela piano medan Marge hjälper pianolärarens man att ta körkort. Homer tappar sin två sista hårstrån men har inte upptäckt det ännu och Marge vill undvika att han märker det. Gästskådespelare:: Bill Hader, Jane Krakowski, Justin Bieber och Patrick Stewart. |                                   |                   |                                  |                                            |                   |            |
| 529 - 21 | "The Saga of Carl"                | Chuck Sheetz      | Eric Kaplan                      | 19 maj 2013                                | 13 november 2013  | RABF14     |
| Homer, Moe, Lenny och Carl köper en lott och vinner en högvinst. Carl tar hela vinsten med sig då han åker ensam till Island och de andra följer efter honom för att få sin andel. |                                   |                   |                                  |                                            |                   |            |
| 530 - 22 | "Dangers on a Train"              | Steven Dean Moore | Michael Price                    | 19 maj 2013                                | 13 november 2013  | RABF17     |
| Marge går med på en hemsida för gifta kvinnor och träffar där Ben som är kär i henne. Homer köper ett ånglok och tar hjälp av sina vänner för att få en romantisk bröllopsdag. Gästskådespelare:: Lisa Lampanelli och Seth MacFarlane |                                   |                   |                                  |                                            |                   |            |